# Île Briand
L'île Briand est une île sur la Loire, en Loire-Atlantique.
L'île est située près de la rive gauche du fleuve, sur le territoire de la commune de Vair-sur-Loire (plus précisément sur la commune déléguée d'Anetz). Elle mesure 1,2 km de long et 190 m de large, pour une superficie de 15 ha.
L'île n'est pas reliée à la rive du fleuve par un pont mais possède un accès à gué.
Cette île est une propriété privée. C'est une zone Natura 2000.